# Lars Trägårdh

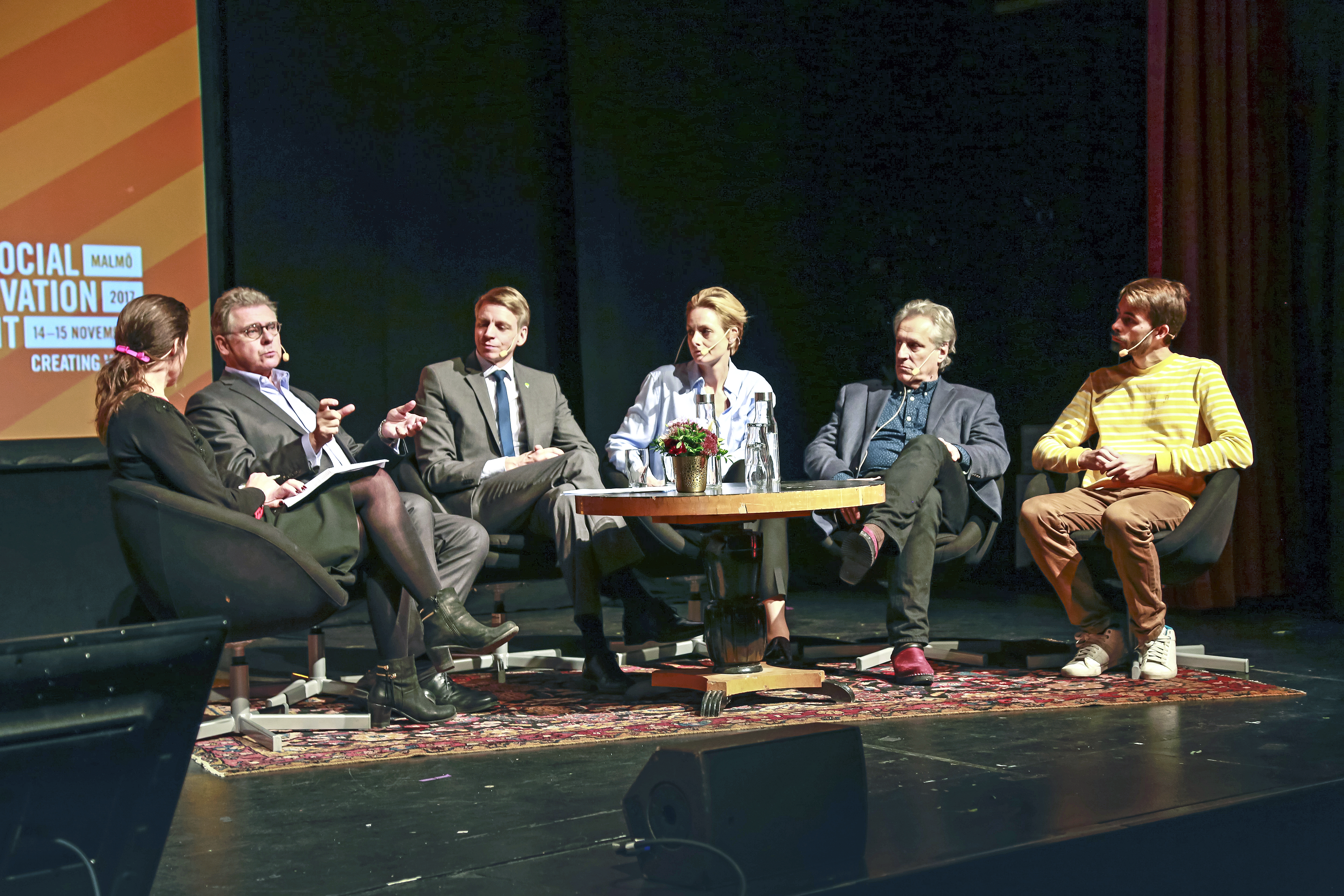
Trägårdh, tvåa från höger, vid Social Innovation Summit 2017 på Slagthuset i Malmö.

Lars Christian Carl Fredrik Trägårdh, född 10 juli 1953,  är en svensk historiker och professor i historia vid Ersta Sköndal högskola i Stockholm. Hans forskning, som till stor del bedrivits i USA sedan 1970-talet men under senare år också i Sverige, kretsar kring olika aspekter av välfärdsstaten och det civila samhället.

## Karriär
Han är son till källarmästaren Christian Trägårdh och Gerd Gülich. Efter flera års arkivforskning i Sverige och Tyskland doktorerade Trägårdh 1993 i historia vid UC Berkeley. Efter disputationen undervisade han under tio års tid i europeisk historia vid Barnard College, Columbia University. Han har också arbetat vid "Institute for the Study of Europe" vid Columbia University. I Sverige är han sedan 2010 anställd vid Ersta Sköndal högskola, men har också varit gästprofessor på Tema Barn vid Linköpings universitet.
Mellan 2011 och 2013 var Trägårdh ledamot i regeringens Framtidskommission.
År 2017 fick han Bräcke diakonis professur i modern historia med inriktning på det civila samhället och den svenska välfärdsstaten i ett jämförande perspektiv.
Sedan 2023 leder han på regeringens uppdrag arbetet med att skapa en officiell svensk kulturkanon.